# Szczoteczka soniczna

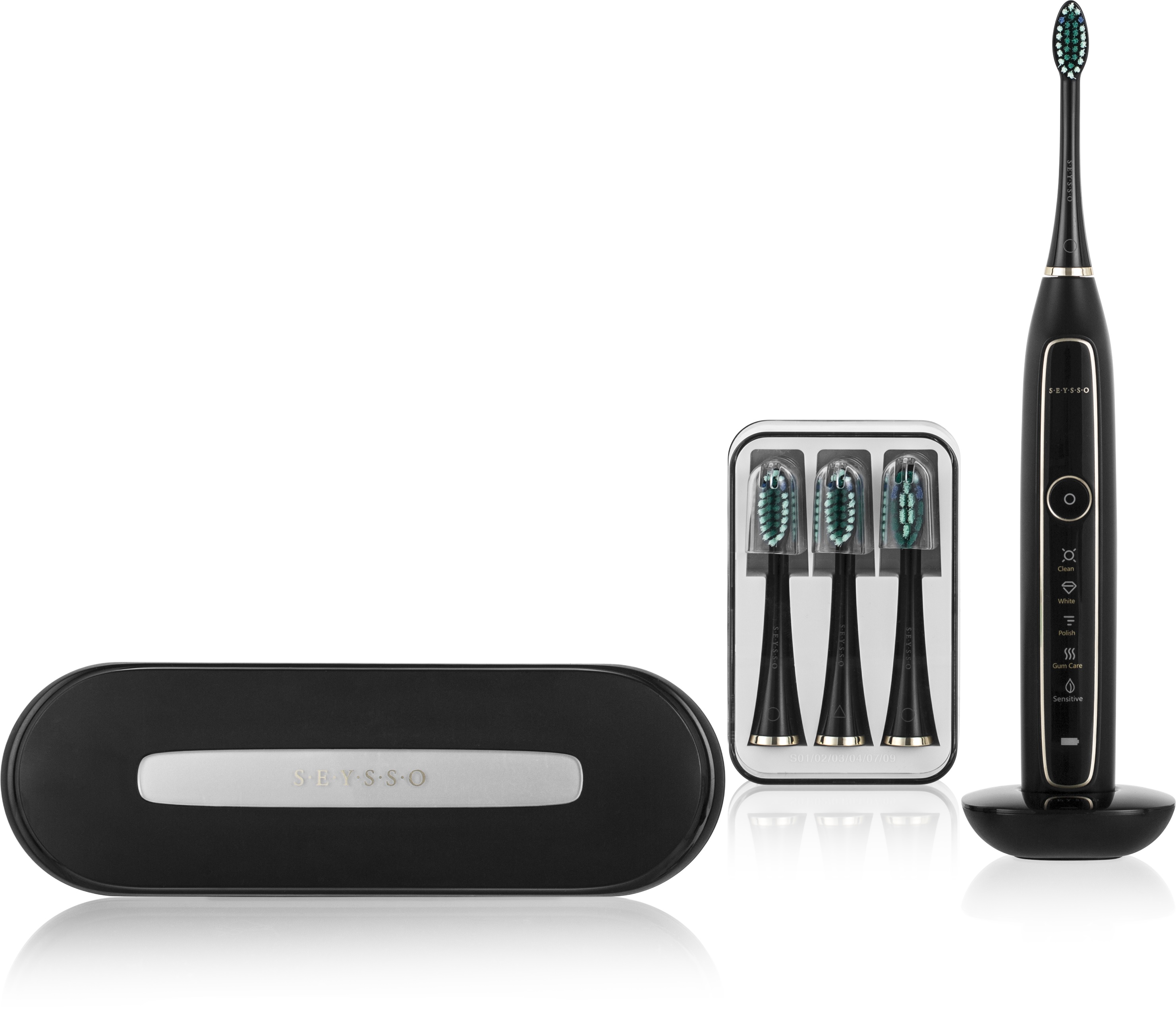
Szczoteczka soniczna (SEYSSO) z dodatkami (etui ładujące i końcówki w pojemniku ochronnym)

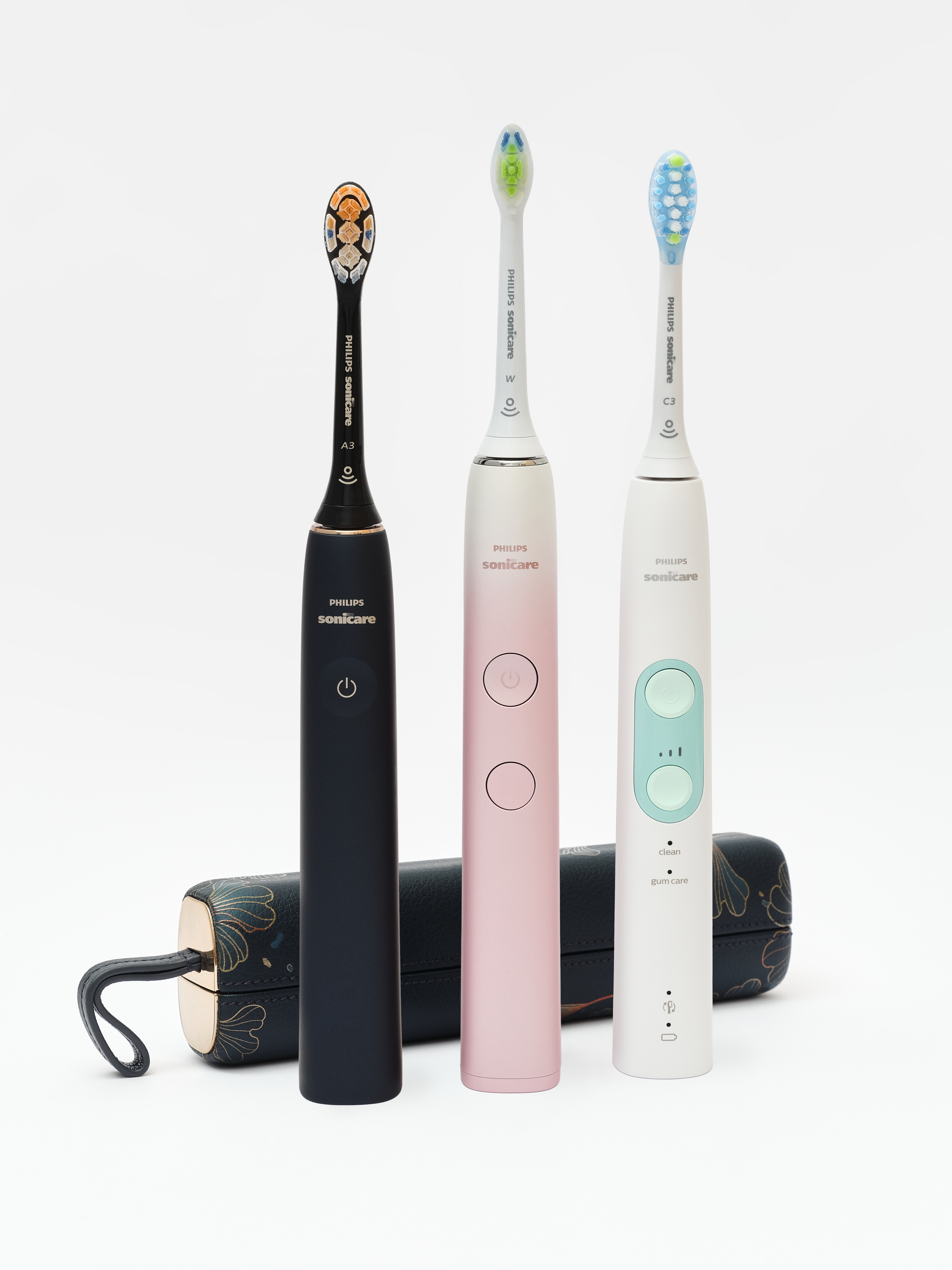
Szczoteczki soniczne Philips Sonicare

Szczoteczka soniczna – szczoteczka do zębów wyposażona w akumulator oraz silnik emitujący drgania oraz słyszalne fale dźwiękowe o częstotliwości 20-20 000 Hz, które przenoszone są na główkę (końcówkę). Drgania te wykazują działania bakteriobójcze. Szczoteczki soniczne to najnowocześniejszy rodzaj szczoteczki elektrycznej, od poprzednich różni się wyższą częstotliwością drgań oraz zmodyfikowanym sposobem wibracji (wymiatająco-pulsujący) znacznie bezpieczniejszym dla szkliwa zębów oraz ułatwiającym rozbijanie płytki nazębnej. Podobnie jak w przypadku zwykłej szczoteczki elektrycznej, do bazy dokującej każdy z użytkowników może przypiąć własną główkę czyszczącą.

## Historia szczoteczki sonicznej
Historia szczoteczek składających się ze stacji akumulatorowej oraz dołączanych do niej głowic z włosiem sięga roku 1939. W Szwajcarii dr Philippe-Guy Woog zaprezentował model szczoteczki stworzony z myślą o pielęgnacji jamy ustnej u osób niepełnosprawnych oraz mających problemy ortodontyczne. Model ten zyskał popularność dopiero w latach 80. XX wieku. Z kolei w Stanach Zjednoczonych wynalazca i przedsiębiorca dr Davida Giuliani, zainspirowany własną chorobą przyzębia, we współpracy z lekarzami i higienistami zaprojektował elektryczną szczoteczkę do zębów, która zapewniałaby pacjentom wyższy poziom pielęgnacji jamy ustnej pomiędzy wizytami u lekarza dentysty.  W ten sposób w 1992 roku do produkcji trafiła pierwsza szczoteczka Sonicare poruszająca się na boki. Tradycyjna szczoteczka elektryczna oraz jej najnowsza modyfikacja – szczoteczka soniczna utrzymują się od tego czasu w strefie produktów przeznaczonych do higienizacji jamy ustnej nie tylko dla osób z ograniczeniami manualnymi, ale także tych mających szczególnie wysokie wymagania. Już w 1997 roku Journal of Clinical Dentistry pokazał wyższość szczoteczki Sonicare nad szczotkowaniem manualnymi. Historia szczoteczki sonicznej to przede wszystkim historia naszego podejścia do dbałości o stan jamy ustnej. 
Najnowocześniejsze szczoteczki mają wiele dodatkowych funkcji poza standardowym myciem. Wzbogacone są między innymi o różne tryby pracy i timer. Ponadto istnieje wiele modeli, które w zestawie posiadają dodatki takie jak etui ładujące, pojemnik na końcówki czy sanitazer (urządzenie, które pozwala na dezynfekcję włókien szczoteczki). Dodatki te nie są koniecznością w celu uzyskania odpowiedniego czyszczenia jamy ustnej szczoteczką soniczną, natomiast służą wygodzie w ładowaniu szczoteczki, jej przechowywaniu lub transporcie oraz wpływają na łatwość zachowania higieny sprzętu.

## Budowa
Szczoteczka soniczna z zewnątrz składa się z rączki (rękojeści) i główki z włosiem (końcówki). 
Na rękojeści znajduje się obudowa z odpowiednimi przyciskami oraz metalowa lub plastikowa głowica przenosząca fale dźwiękowe odpowiednio na nałożoną końcówkę.
Natomiast w rękojeści umiejscowione są: 
- elektryczna płytka drukowana (płyta sterownicza);
- akumulator;
- elektryczny silnik szczoteczki;
- przycisk włączający szczoteczkę i/lub pozwalający na zmianę trybów;
- cewka indukcyjna ładowarki[4].

Płyta sterownicza urządzenia kontroluje pracę akumulatora, silnika i timera. Odpowiednia obudowa szczoteczki jak i opcja ładowania indukcyjnego w szczoteczkach pozwala na odpowiednie zachowanie wodoodporności szczoteczki. W nowoczesnych energooszczędnych modelach szczoteczek sonicznych akumulatory są w stanie pracować nawet do 10 tygodni. Główka z nylonowym włosiem zużywa się w około trzy miesiące i po maksymalnie takim upływie czasu powinna zostać wymieniona na nową, aby użytkownik mógł w pełni zachować odpowiednią higienę jamy ustnej. 
Szczoteczki soniczne nierzadko wyposażone są w wyświetlacz i diody sygnalizujące (wybór trybu mycia, stan naładowania akumulatora).

## Działanie
Częstotliwość drgań i sposób wibracji sprawia, że szczoteczka soniczna to urządzenie najlepiej radzące sobie z czyszczeniem zębów i przestrzeni międzyzębowych w warunkach domowych. Wysoka częstotliwość drgań sprawia, że pasta do zębów, woda oraz ślina, które znajdują się w jamie ustnej zostają mocno napowietrzone, a maleńkie bąbelki powietrza wraz z substancją czyszcząca docierają nawet w te miejsca, w które nie ma szans dotrzeć szczoteczka manualna. Szczoteczką manualną trzeba umiejętnie manewrować, szczoteczkę soniczną wystarczy przytknąć do zębów i pozwolić jej na samoczynne czyszczenie wybranych powierzchni. Drgająca główka szczoteczki rozbija gromadzącą się na wewnętrznych powierzchniach zębów płytkę i pomaga zapobiegać odkładaniu się kamienia nazębnego odpowiedzialnego za rozwój chorób przyzębia.
Podczas korzystania ze szczoteczki sonicznej, bardzo ważna jest przykładanie włosia szczoteczki z odpowiednią siłą. Elementem, który odpowiada za czyszczenie jest sama końcówka włosia. Zbyt mocne dociśnięcie końcówki do zębów podczas szczotkowania sprawi, że włosie nie będzie w stanie skutecznie usuwać zanieczyszczeń z powierzchni zębów. Żeby zaradzić zbyt mocnemu dociskaniu końcówki niektóre szczoteczki soniczne wyposażone są w specjalny czujniki siły nacisku, który informuje o zbyt mocnym dociśnięciu szczoteczki, dzięki czemu zapobiega on przedwczesnemu zużyciu włosia główki szczoteczki oraz chroni nasze zęby i dziąsła przed zbyt intensywnym czyszczeniem mogącym spowodować uszkodzenia szkliwa oraz dziąseł
Do podstawowych zalet szczoteczki sonicznej zalicza się delikatne wymiatająco-pulsujące ruchy, które są skuteczne i delikatne dla szkliwa. Klasyczna wersja szczoteczki elektrycznej, generującej ruchy rotacyjne, jest znacznie mocniejsza. Niemniej dentyści nie są zgodni, co do tego która szczoteczka jest lepsza. Oba typy mają swoje wady i zalety.

## Szybkość szczoteczki sonicznej[11]
Trzeba pamiętać, że nie zawsze deklaracja większej ilości ruchów włókien szczoteczki sonicznej idzie w parze ze skutecznym usuwaniem płytki nazębnej. Ważna jest optymalna ilość ruchów włókien szczoteczki sonicznej oraz ich synergia oraz zakres działania. Optymalna ilość ruchów pulsujących, które rozbijają płytkę nazębną w połączeniu z optymalną ilością i odpowiednim zakresem ruchów wymiatających, które wymiatają rozbitą wcześniej płytkę nazębną skutecznie myją zęby oraz gwarantują delikatność dla dziąseł. Najbardziej rozwinięte modele szczoteczek sonicznych posiadają kilka trybów pracy.

## Prawidłowa technika mycia zębów szczoteczką soniczną[11]

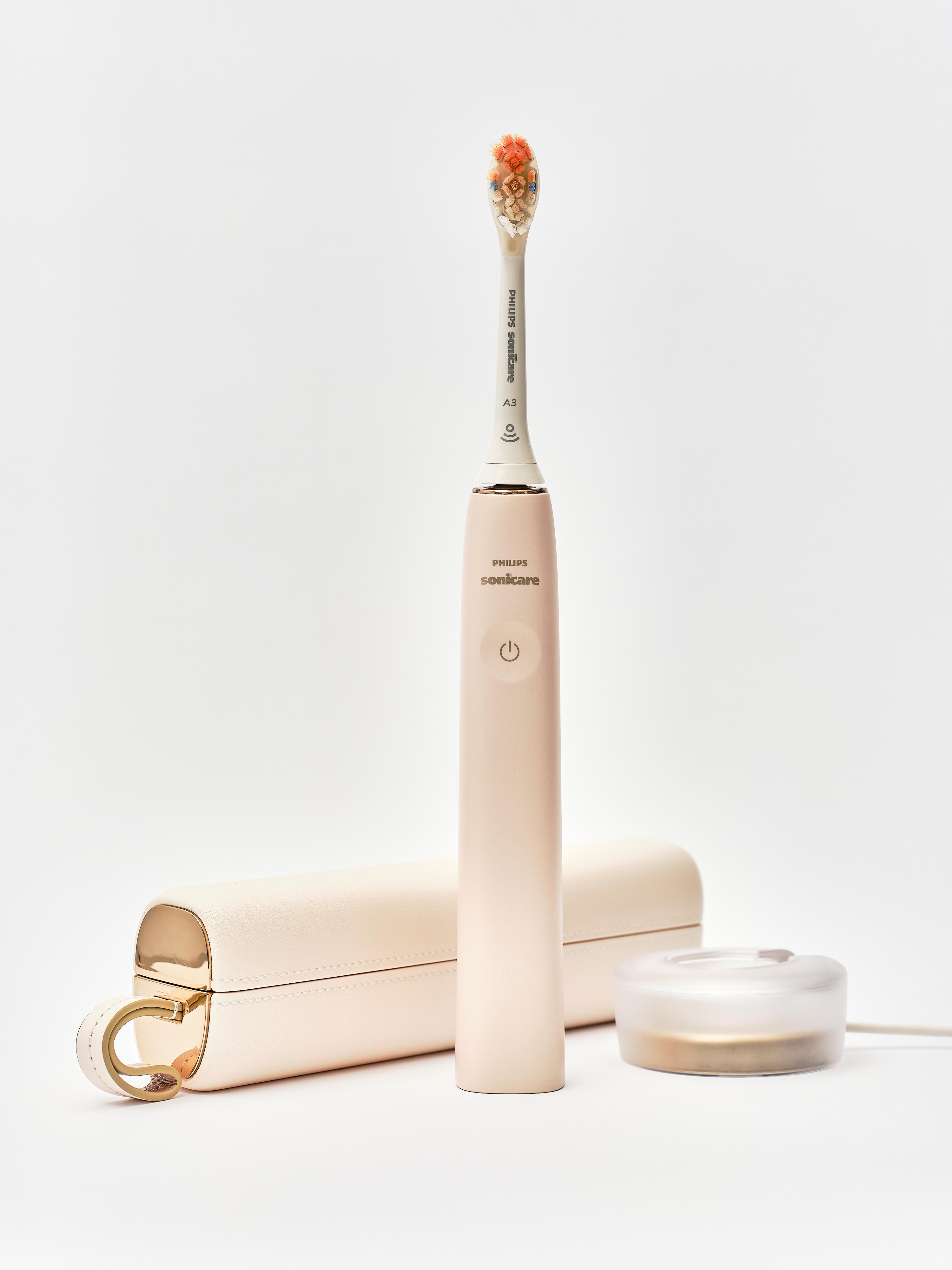
Szczoteczka soniczna Philips Sonicare Prestige

Prawidłowa technika korzystania ze szczoteczki sonicznej wpływa na efektywność jej użytkowania.
Szczoteczkę soniczną z pastą należy ustawić pod kątem około 45 stopni do powierzchni zębów, kierując przy tym włókna szczoteczki w stronę dziąseł. Szczoteczki nie powinno dociskać się do zębów zbyt mocno. Należy uruchomić szczoteczkę i przesuwać ją bardzo powoli wzdłuż łuku zębowego, przeznaczając około 30 sekund na jedną ćwiartkę uzębienia. Ułatwia to wbudowany w niemal każdą szczoteczkę timer, który trwa 2 minuty i podzielony jest na 4 mniejsze interwały po 30 sekund. 

## Zalety i wady

### Zalety
- drgania i wibracje pomagają czyścić wewnętrzne i zewnętrzne powierzchnie zębów oraz przestrzenie międzyzębowe najdokładniej jak to tylko możliwe w warunkach domowych;
- używanie szczoteczki sonicznej skutkuje rozbijaniem i usuwaniem płytki nazębnej, dzięki czemu nie ma konieczności udawania się na zabieg usuwania kamienia w gabinecie stomatologicznym;
- elastyczność włosia stosowanego do wyrobu główek szczoteczek sonicznych gwarantuje nawet kilkukrotnie większą powierzchnię kontaktu włosia z czyszczoną powierzchnią zębów;
- myjący ma możliwość wyboru trybu pracy szczoteczki: szczotkowanie, wybielanie, masowanie dziąseł[12];
- praca szczoteczki jest dużo cichsza niż w przypadku szczoteczki pulsacyjno-rotacyjnej[13].

### Wady
- wysoka cena szczoteczek sonicznych najnowszej generacji[14];
- konieczność wymiany baterii bądź ładowania akumulatorów (dostęp do prądu);
- ciężar – szczoteczka soniczna jest cięższa od manualnej, ale jeśli mieliśmy już do czynienia z klasyczną szczoteczką elektryczną, szybko można się przyzwyczaić.

## Szczoteczki soniczne dla dzieci[11]

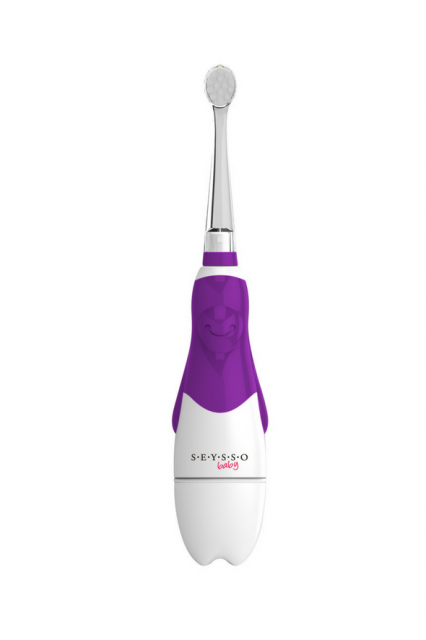
Szczoteczka soniczna dla dzieci w wieku 0-3 lat

Szczoteczki soniczne dla dzieci są dużo delikatniejsze niż te dla dorosłych. Charakteryzują się mniejszym rozmiarem rękojeści, niską wagą oraz małą końcówką z delikatnym włosiem. Rozróżniamy szczoteczki dla dzieci w wieku 0-3 lat lub od 3 roku życia wzwyż.
Szczoteczki soniczne dla młodszej grupy wiekowej charakteryzują się liczbą drgań w granicach 16 000 na minutę i służą łagodnemu oczyszczaniu zębów i dziąseł oraz mają na celu przygotowanie dziecka do używania mocniejszej szczoteczki elektrycznej w przyszłości.
Szczoteczki dla dzieci powyżej 3 roku życia wyglądem i rozmiarem przypominają szczoteczkę dla dorosłych, jednakże charakteryzują się przede wszystkim mniejszymi końcówkami, delikatnymi trybami pracy oraz kolorową szatą graficzną.

## Czym różni się szczoteczka soniczna od ultradźwiękowej
Oba rodzaje tych szczoteczek emitują fale dźwiękowe. Główna różnica między tymi szczoteczkami to częstotliwość emitowanych fal. 
Szczoteczki soniczne emitują fale dźwiękowe (szum słyszalny dla ludzkiego zasięgu) o częstotliwości od 20 do 20 000 Hz, natomiast wszelkie częstotliwości powyżej 20 000 przypisane są szczoteczkom ultradźwiękowym.  Fala Szczoteczki ultradźwiękowej wychodzi nawet do 5 mm ponad linię włosia szczoteczki, dzięki czemu umożliwia dotarcie nawet do najtrudniej dostępnych miejsc w jamie ustnej nieosiągalnych dla włosia końcówki żadnej innej szczoteczki. W przypadku najlepszych szczoteczek sonicznych zakres ten wynosi maksymalnie 4 mm ponad linię włosia główki.